# Paskal
Paskal (angleško pascal) je v fiziki enota za merjenje tlaka in v mehaniki za merjenje napetosti. Je sestavljena enota mednarodnega sistema enot, ki zanjo predpisuje oznako Pa. Tlak 1 Pa ustreza ploskovno porazdeljeni sili 1 N, ki prijemlje na površini 1 m². Enota paskal se imenuje v čast francoskemu matematiku, filozofu in fiziku Blaisu Pascalu.
V mehaniki po navadi uporabljajo večjo enoto MPa ali enakovredno enoto N/mm². Natezna trdnost nizkoogljičnega jekla je na primer okoli 450 N/mm², strižna trdnost pa je približno 0,8 natezne.
Druge enote za tlak: funt na kvadratni palec (PSI), bar, atmosfera, milimeter živega srebra, tor.